# Tierra de Badajoz
La Tierra de Badajoz è una comarca della provincia di Badajoz nella comunità autonoma dell'Estremadura, nell'ovest della Spagna. La maggior parte della sua popolazione, ammontante a circa 177 000 abitanti, vive nel capoluogo, il comune di Badajoz, e nelle immediate vicinanze.

## Geografia

### Posizione
La comarca si trova nella zona nordovest della provincia, confinante al nord con la vicina provincia di Cáceres. Confina poi con il Portogallo a ovest, con Tierra de Mérida - Vegas Bajas a est e Llanos de Olivenza e Tierra de Barros a sud.

### Comuni
I comuni che compongono la comarca sono:
- Alburquerque
- Badajoz
- La Albuera
- La Codosera
- Guadiana del Caudillo
- Pueblonuevo del Guadiana
- San Vicente de Alcántara
- Talavera la Real
- Valdelacalzada
- Villar del Rey